# 細川佳代子
細川 佳代子（ほそかわ かよこ、旧姓：上田 佳代子、1942年〈昭和17年〉9月14日 - ）は、元内閣総理大臣細川護煕夫人である。公益財団法人スペシャルオリンピックス日本名誉会長、特定非営利活動法人日本フロアホッケー連盟名誉会長、女性のための政治スクール名誉校長、学校法人日本体育大学元理事である。神奈川県藤沢市出身。阿部元壽は祖母の兄である。

## 経歴
1942年に満洲国で生まれる。1943年に日本に帰国し、神奈川県藤沢市鵠沼に住む。湘南白百合学園小学校、湘南白百合学園中学・高等学校卒業。1966年に上智大学文学部英文学科を卒業後、民間企業から派遣されヨーロッパ各国に駐在した。1971年にイタリアで出会った細川護煕と結婚し、1男2女を儲けた。
夫の政治活動を支える一方ボランティア活動を行っている。
2005年2月に長野で開催されたスペシャルオリンピックス冬季大会の会長を務めた。同12月に日本フロアホッケー連盟を設立した。
鳩山幸（第93代内閣総理大臣・鳩山由紀夫夫人）・下村満子・湯川れい子と「スワンシスターズ」を結成している。

## 主な役職
- 公益財団法人スペシャルオリンピックス日本　名誉会長/元理事長 (2021/3現在)[6]
- 認定NPO法人 世界の子どもにワクチンを 日本委員会　会長           (2018/6現在)
- 特定非営利活動法人日本フロアホッケー連盟 名誉会長[7]

## 著作物
著書
- 2009年 - 『花も花なれ、人も人なれ ： ボランティアの私』 角川書店 ISBN 978-4-04-885018-6
- 2009年 - 『ともこちゃんは銀メダル』 東郷聖美（絵） ミネルヴァ書房 ISBN 978-4-623-05369-8
- 2009年 - 『知ってる?発達障害ワークブックで考えよう』 ミネルヴァ書房 ISBN 978-4-623-05368-1

論文
- 『ボランティアから見た国際社会のリーダーシップ論』（『国際化時代の教養論』 2004 上智大学文学部教育学科〈編〉に収録）